# 新宁楼梯草
新宁楼梯草（学名：Elatostema xinningense）是荨麻科楼梯草属的植物，是中国的特有植物。分布于中国大陆的湖南等地，生长于海拔900米的地区，见于山谷林中，目前尚未由人工引种栽培。